# Grande maniera

La grande maniera (ou Grand manner, Grand Style, maniera magnifica, grande manière) est un terme d'esthétique associé au peintre français Nicolas Poussin, qui, au cours des années 1640, définit sa façon de peindre. Selon lui, la peinture devait faire appel aux facultés intellectuelles et montrer les plus nobles actions humaines reposant sur les principes de raison et d'ordre.
Cette locution italienne, attachée à la hiérarchie des genres, et au développement à la fois du classicisme, de la peinture baroque puis du néo-classicisme, allait s'épanouir notamment au travers du romantisme britannique en Angleterre, au cours du XVIIIe siècle.

## Un idéal marqué par lenéo-stoïcisme

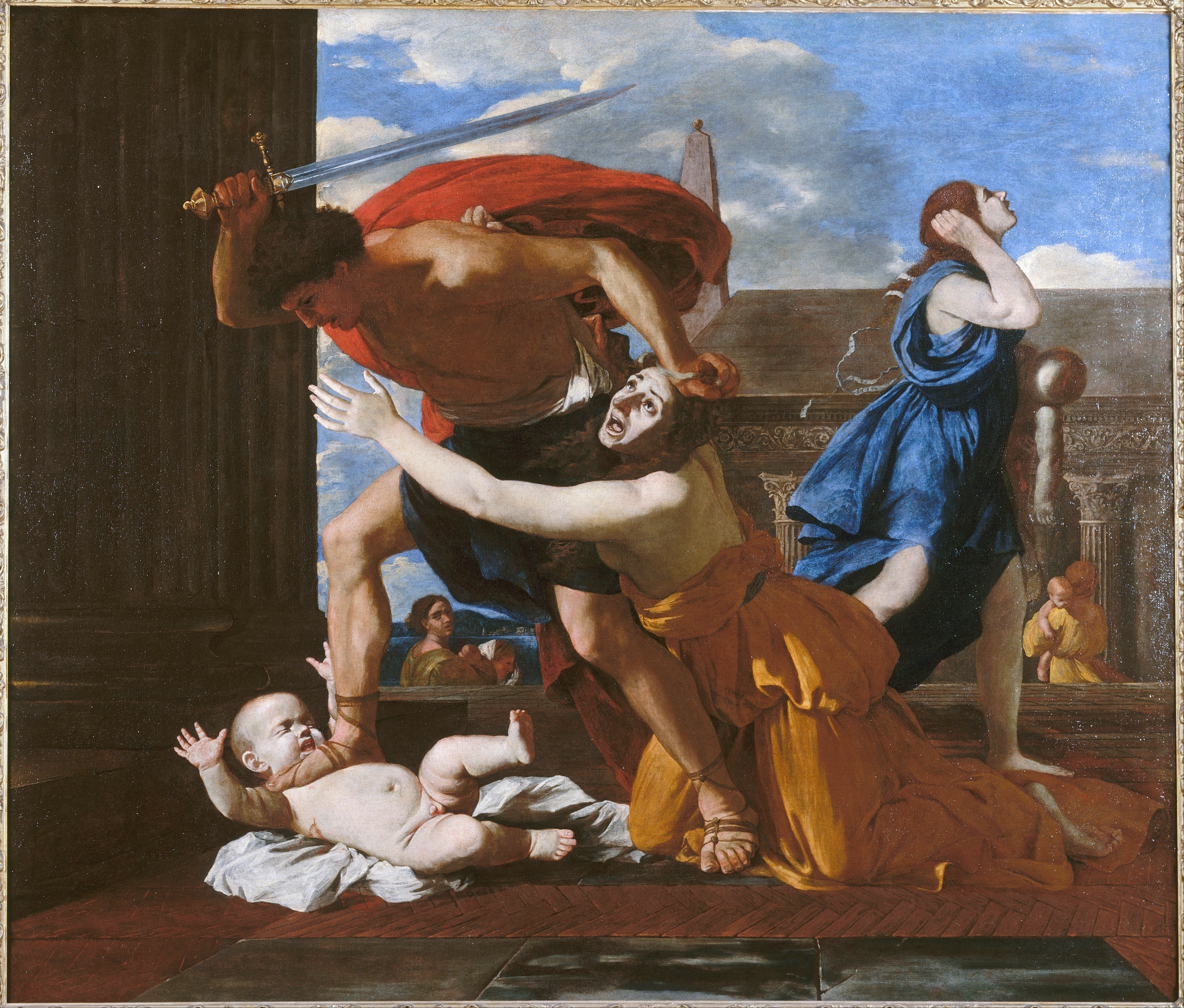
Nicolas Poussin : Le Massacre des Innocents exécutée à Rome entre 1625 et 1632, une toile qui commence à marquer sa rupture avec le maniérisme (musée Condé).

Nicolas Poussin vit principalement à Rome à partir de 1624. Il fréquente un milieu très international avec des artistes aussi bien français que flamands, lorrains et allemands. Il rejette totalement le caravagisme. Sa renommée ne cesse alors de grandir. C'est justement pour marquer sa rupture avec le maniérisme qui prédomine dans l'art français jusqu'au début du XVIIe siècle qu'il va formaliser sa propre approche de la peinture, au début des années 1640. Dans une lettre qu'il adresse le 28 avril 1639 à Paul Fréart de Chantelou qu'il avait connu à Rome, Poussin explique sa « théorie des modes », à partir de la théorie classique chez les Grecs pour qui la musique est capable d'exprimer différentes émotions, que l'on peut lire un tableau, que le tableau est le texte d'une histoire, dont les caractères (l'écriture) sont les signes à la fois formels et expressifs. Les « signes formels » sont la disposition ou la distribution dans l'espace de représentation ; les « signes expressifs » sont les expressions, gestes, regards, mouvements, qui sont les signes exacts des affects.
Cette lecture du tableau dont les règles ne reposent pas sur celles de la syntaxe mais bien sur celles de la figuration, Poussin les développe grâce à ses lectures des textes issus de l'école néo-stoïcienne, par exemple le De Constantia (1584) et le Politicorum sive civilis doctrinae (1589) de Juste Lipse qui puisent en Sénèque ou Tacite, une manière de penser le monde en accord avec les valeurs de la chrétienté.  
Les quatre principaux modes sont les suivants :
- phrygien : adapté aux scènes violentes, aux représentations de batailles ;
- lydien : pour figurer les tragédies ;
- ionien : scènes de liesse, de joie, de fête ;
- hypolidien : scènes religieuses.

Par son système, Poussin introduit donc à une nouvelle rhétorique de l'image, qui doit sans doute beaucoup au fameux traité de Léonard de Vinci, Trattato della pittura qu'il illustra d'ailleurs pour une édition publiée en 1651. 
Cette méthode il l'appelle la grande maniera, elle devient effective dans sa peinture dans les années 1640.

## Impact
Cet idéal esthétique va avoir au XVIIIe siècle un impact considérable sur le développement de l'école anglaise de peinture. Le portrait, souvent en pied, se trouve ici le lieu de l'expression favori de la grande maniera avec entre autres Joshua Reynolds et James Barry, artistes qui incorporent dans leurs tableaux des métaphores visuelles afin de suggérer les nobles qualités des personnes représentées.
Plus proche de nous, des peintres français comme Ingres et Eugène Delacroix citent Poussin et sa grande maniera comme essentielle à leurs approches de la peinture. Paul Cézanne, qualifié par Maurice Denis de « Poussin de l'impressionnisme », disait : « La manière dont Poussin a redéfini la nature, c'est ça que j'entends par classicisme. Ce que je n'accepte pas c'est le classicisme qui vous limite. Je désire, quand je vois un tableau de maître ancien, qu'il m'aide à mieux me découvrir. À chaque fois que je regarde un Poussin, je sais mieux qui je suis. »,